# 湯姆·哈金
湯姆·哈金（英語：Tom Harkin；1939年11月19日—）是美国的一位政治人物。在1985年至2015年期間，他是愛奧瓦州的兩位參議院議員之一。他的黨籍是民主黨。在1975年至1985年期間，哈金曾經擔任美國眾議院的議員。2013年，他宣布不會尋求連任參議員。